# Cézar Augusto
Cézar Augusto Hermenegildo (Monte Azul Paulista, 13 de março de 1986), também conhecido como Cézar ou Cézar Augusto, é um ex-futebolista brasileiro que atuava como atacante.

## Carreira
Começou sua carreira no Botafogo, no Rio de Janeiro, em 2003. Em 2005, foi para o Atlético-MG e lá conquistou o Campeonato Brasileiro Série B em 2006. Em 2007, teve passagens pelo Santa Cruz e CRB. Em 2008, transferiu-se para o Red Bull Brasil, equipe que atualmente disputa o Campeonato Paulista Segunda Divisão e marcou até o dia 9 de outubro de 2008, 14 gols na competição, sendo o artilheiro de seu time. Em 2009, foi campeão dessa competição com o Red Bull. Em 2010, atuou pelo Tupi e, em 2011, pelo Monte Azul  e pelo Bacabal.  Conseguiu uma passagem destacada no Yangon United, de Myanmar, onde conquistou a Campeonato Birmanês em 2012 e 2013 e foi artilheiro por três edições seguidas, 2013 (20 gols), 2014 (26 gols) e 2015 (28 gols).

## Títulos
Atlético-MG
- Campeonato Brasileiro Série B: 2006

Red Bull Brasil
- Campeonato Paulista Segunda Divisão: 2009

Yangon United
- Campeonato Birmanês: 2012, 2013.[2]